# 吉树民
吉树民（1972年5月—），中华人民共和国外交官，曾任中华人民共和国驻塔吉克斯坦共和国特命全权大使，现任中华人民共和国驻土库曼斯坦特命全权大使。

## 生平
吉树民毕业于黑龙江大学俄文系，1995年进入中华人民共和国外交部工作，先后在外交部欧亚司、驻乌克兰大使馆、驻俄罗斯大使馆任职，后任外交部欧亚司参赞。2019年，升任外交部欧亚司副司长。2022年3月，出任中华人民共和国驻塔吉克斯坦大使。2025年6月，自驻塔吉克斯坦大使离任。7月，出任中华人民共和国驻土库曼斯坦大使。